# Национальный союз за солидарность и прогресс
Национальный союз за солидарность и прогресс (фр. Union Nationale pour la Solidarité et le Progrès; UNSP) — бывшая политическая партия Бенина под руководством Эсташа Сарре. 

## История
Национальный союз за солидарность и прогресс участвовал в парламентских выборах 1991 года в альянсе с Социал-демократической партией. Альянс получил 9,8% голосов и 8 из 64 мест парламента. Большинство депутатов альянса вошли в Союз за триумф демократического обновления.
Перед парламентскими выборами 1995 года партия создала альянс «Новое поколение» вместе с Форумом за демократию, развитие и нравственность. Альянс получил 3% голосов и 2 места парламента, которые были заняты Сулеманом Зумару и Мамуду Зумару.
На президентских выборах 1999 года партия вместе с партией Строители и организаторы свободы и развития и партией Зелёных входила в оппозиционный «Звёздный альянс», который получил 4% голосов и 4 места парламента. На президентских выборах 2001 года кандидат от партии Уоллес Зумару стал 9-м из 17 кандидатов.